# Raková
Raková és un poble i municipi d'Eslovàquia que es troba a la regió de Žilina, al centre-nord del país. El 2017 tenia 5.507 habitants.

## Demografia
| Godina             | 1994 | 2004   | 2014   | 2024   |
| ------------------ | ---- | ------ | ------ | ------ |
| Nombre de persones | 4734 | 5120   | 5411   | 5603   |
| Diferència         |      | +8,15% | +5,68% | +3,54% |

| Godina             | 2023 | 2024   |
| ------------------ | ---- | ------ |
| Nombre de persones | 5629 | 5603   |
| Diferència         |      | −0,46% |